# Chueca
Chueca es una zona del barrio de Justicia, en el distrito Centro de la ciudad española de Madrid. Carece de entidad administrativa. Toma su nombre de la plaza y el metro de Chueca, dedicados al compositor Federico Chueca, y queda limitada al norte por la calle de Fernando VI, al sur por la Gran Vía, al este por la calle del Barquillo y al oeste por las de Hortaleza y Fuencarral. A finales del siglo XX se convirtió en el barrio de la comunidad homosexual de Madrid.

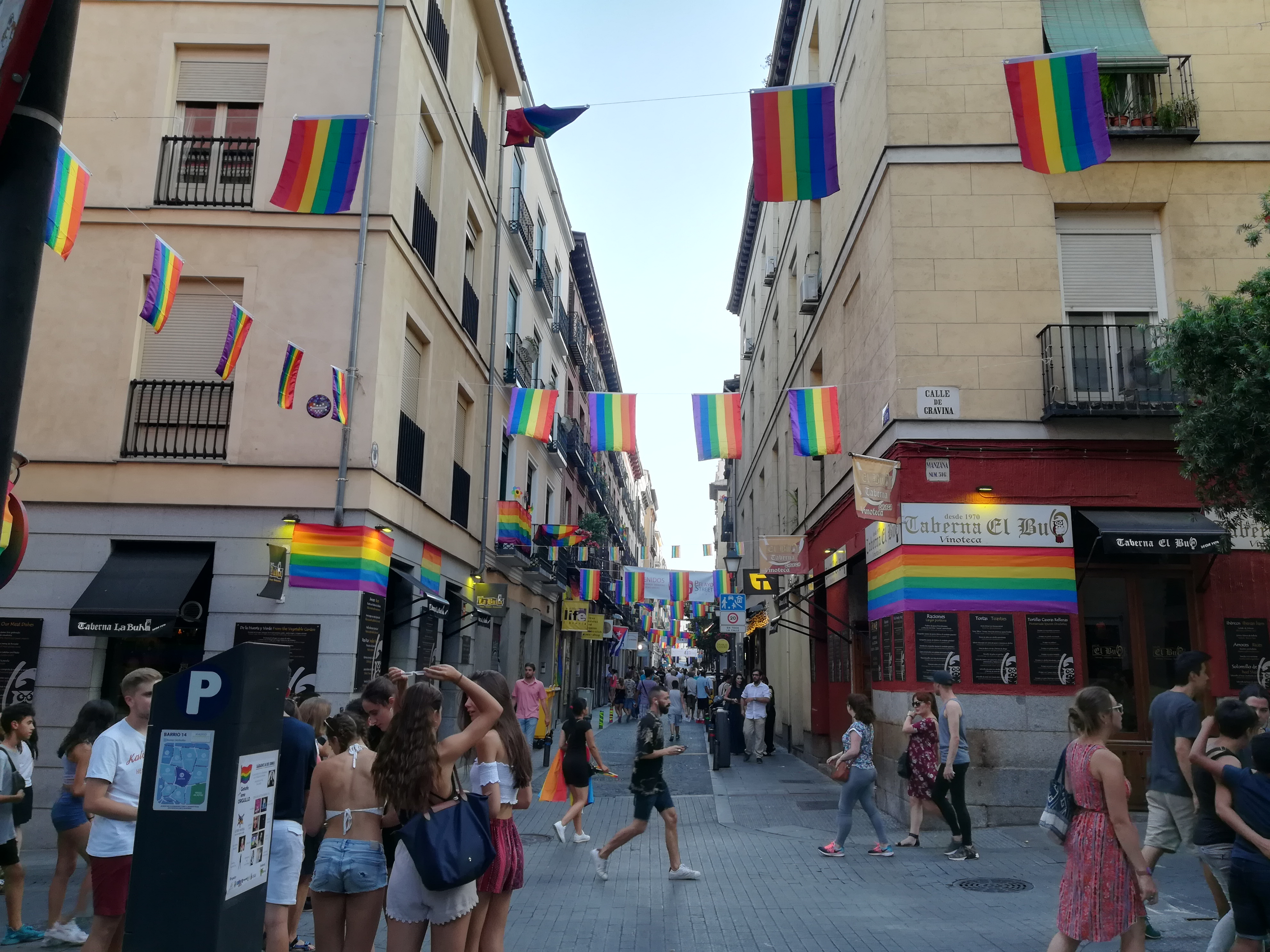
Calle en el barrio de Chueca.

En la década de 1980 se abrieron en la zona algunos de los primeros locales destinados al perfil del colectivo LGBT en Madrid (Café Figueroa, Black & White, Sachas o la librería Berkana) y progresivamente pasó de ser un espacio marginal, hasta alcanzar el carácter cosmopolita abierto que ha supuesto para el barrio el reconocimiento de su atractivo cultural de fama internacional, sin perder parte del original aire castizo.

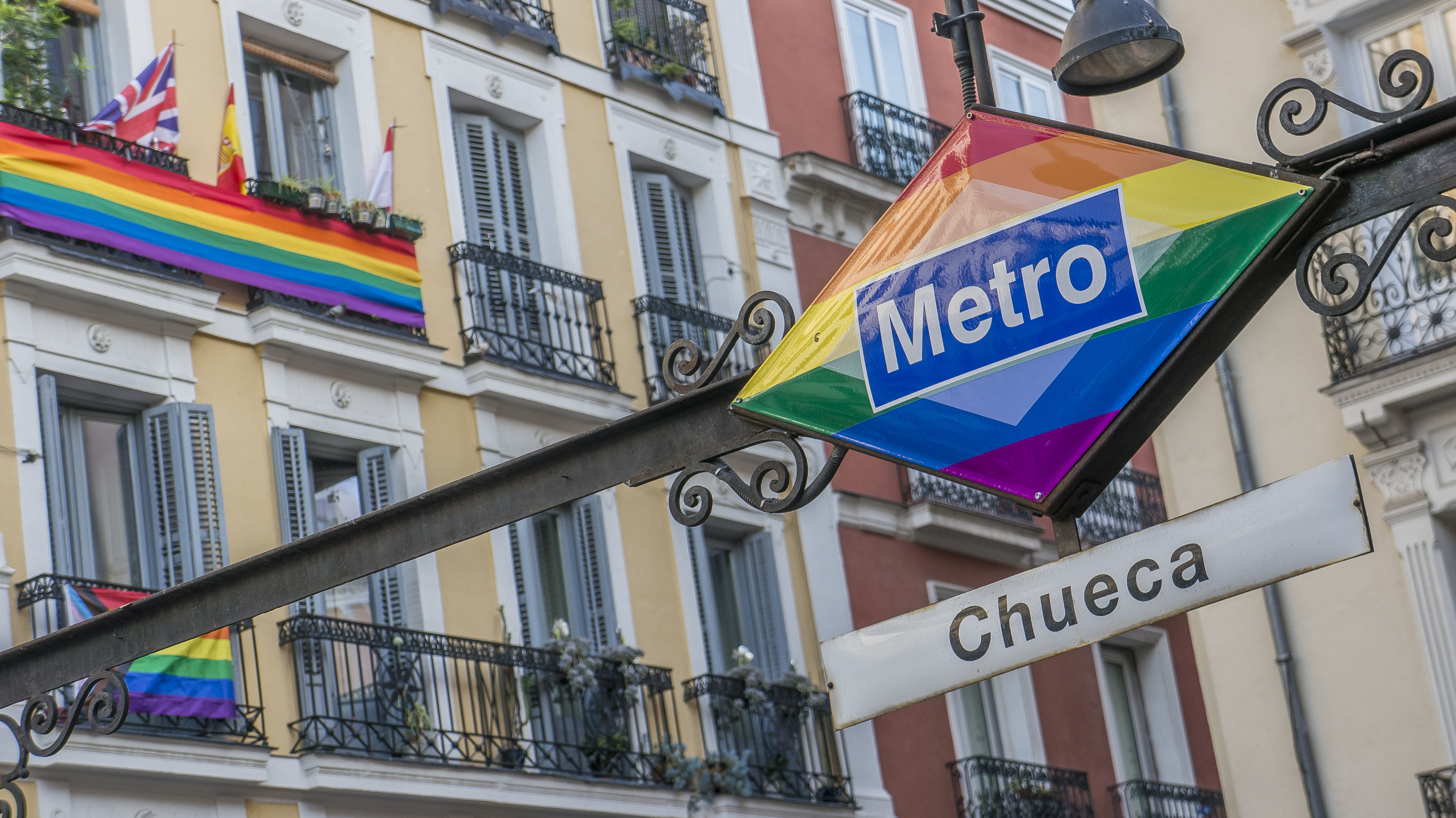
Señal de la boca de la estación de metro de Chueca.

En la zona se encuentran también la plaza del Rey y la de Pedro Zerolo. Uno de los mayores acontecimientos turísticos anuales de Chueca son las fiestas de celebración del Orgullo Gay, celebradas cada año al comienzo del verano.

## Chueca en las artes

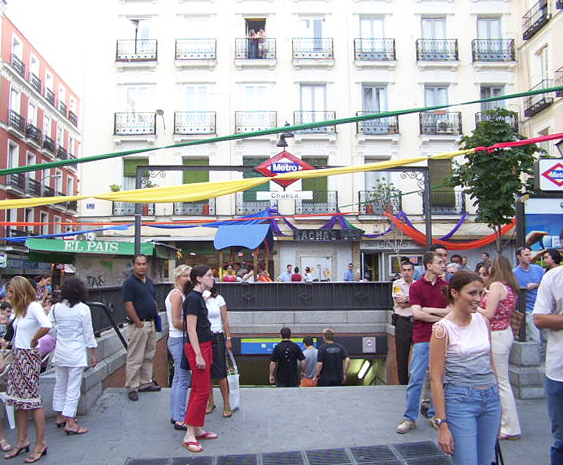
Salida de la boca de la estación de metro de Chueca.

### En la literatura
En el barrio de Chueca se ambientan numerosas obras literarias, especialmente aquellas que retratan el ambiente homosexual madrileño. Entre otras, figuran El gladiador de Chueca (1992) de Carlos Sanrune, que cuenta la vida de un chapero en la década de 1990; la novela coral Las distancias cortas (2008) de Íñigo Sota Heras o La loca aventura de vivir (2009) de Leopoldo Alas Mínguez.

### En el cómic, ilustración y pintura
El barrio se convertía en centro de arte gay en múltiples ocasiones como en las ediciones anuales del Festival Visible, con obras de Roberto González Fernández o David Trullo, o en eventos como “de Bares hacia la exposición” del artista Daniel Garbade en 2011. El álbum ilustrado de Miguel Navia Chueca (2014) refleja a través de dibujos en blanco y negro estampas cotidianas del barrio. Tiene un prólogo del escritor Oscar Esquivias donde cuenta su visión personal del barrio.

### En el cine
Los novios búlgaros (2003) es una adaptación de la novela homónima de Eduardo Mendicutti y fue la última rodada por el director Eloy de la Iglesia. Las películas Cachorro (2004) y Chuecatown (2007) están ambientadas en Chueca y centradas en la subcultura gay de los osos (hombres gais fornidos y con abundante vello facial y corporal). Fuera de carta (2008, dirigida por Nacho García Velilla) tiene como escenario principal un restaurante situado en el barrio de Chueca y trata sobre la decisión de salir del armario de algunos hombres que han mantenido relaciones con mujeres para encubrir su verdadera sexualidad. También se han rodado en él otras películas ajenas a la temática LGTB, como Nada en la nevera (1998), o Truman (2015) de Cesc Gay.

### Galerías de arte
A partir de los años ochenta se establecieron importantes galerías de arte en el barrio, como la Galería Juana de Aizpuru ,la Galería Buades o la Galería Fucares. Otros espacios de arte como El mercado de San Anton, El Café Belén con Belénartspace, Mad is Mad o la Fundación Telefónica organizan exposiciones de artistas noveles y de renombre.